# Chemicals (singel)
Chemicals är en promosingel av bandet Scars on Broadway och från och med den 8 juli 2008 kunde man lyssna på låten via bandets Myspace-sida. Vissa fans har jämfört låtens intro med introt till Berlins låt "Sex (I'm A...)" från 1982. Låtens text, vilken är skämtsam menad, tar upp kontroversiella ämnen såsom våldtäkt, oralsex och urofili.

## Låtlista
Alla låtar är skrivna och komponerade av Daron Malakian, om inte annat anges. 
| Nr | Titel     | Längd |
| -- | --------- | ----- |
| 1. | Chemicals | 3:13  |